# Hada
Hada (mongol: ᠬᠠᠳᠠ, ciríl·lic mongol: Хада; xinès: 哈達) (bandera frontal dreta de Horqin, Mongòlia meridional, 29 de novembre de 1955) és un activista polític mongol, defensors dels drets del poble mongol i partidari de l'autodeterminació de la Mongòlia meridional. Entre 1995 i 2010 va ser empresonat per les autoritats xineses, acusat d'espionatge i separatisme. Després de complir condemna va ser retingut en un centre de detenció de Mongòlia Interior fins a desembre de 2014.

## Orígens i educació
Hada va néixer en una família mongola el 29 de novembre de 1955. A principis de 1981, mentre era a la universitat, es va unir al moviment estudiantil de la Mongòlia meridional, que feia campanya per a preservar la identitat mongola en territori controlat per les autoritats xineses. L'any 1983 va obtenir el màster en filosofia i va publicar articles sobre teoria política en mongol. L'any 1986 va començar estudis de recerca al departament de teoria política de la Universitat Normal de Mongòlia Interior. Amb la seva muller, Xinna, va obrir una llibreria d'estudis mongols a Hohhot, la capital de la Mongòlia meridional.

## Activitats polítiques i detenció
A la dècada de 1980, Temtsiltu Shobtsood, Huchuntegus, Wang Manlai i Hada, tots ells estudiants de les universitats de Hohhot van debatre sobre la possible creació del Partit Popular de la Mongòlia Interior, un partit polític per als mongols de la Mongòlia meridional. Al maig de 1992, Hada i altres activistes mongols (inclòs Tegexi) van formar l'Aliança Democràtica de la Mongòlia Meridional (ADMM) — originalment anomenada Comitè de Rescat de la Cultura Mongola —, i van nomenar Hada com a president. El 1994 l'aliança va crear un diari anomenat La Veu de la Mongòlia Meridional i el 1995 van adoptar una constitució que descrivia la missió principal de l'aliança, com ara «oposar-se a la colonització del poble han i lluitar per l'autodeterminació, la llibertat i la democràcia a la Mongòlia [Interior] meridional». L'any 1995 el diari La Veu de la Mongòlia Meridional va ser declarat il·legal i continua prohibit.
El 10 de desembre de 1995, la policia de l'Oficina de Seguretat Pública de Mongòlia Interior el va arrestar a casa seva. La policia va agafar tots els documents relacionats amb l'ADMM, així com noms i adreces de més de 100 contactes acadèmics internacionals. No obstant, oficialment va ser arrestat el 9 de març de 1996.

## Judici i empresonament
El 19 d'agost de 1996, la fiscalia popular de Hohhot el va acusar d'espionatge, separatisme, robatori de secrets per a l'enemic i organització de forces contrarevolucionàries. L'11 de novembre de 1996, després d'una audiència tancada, el Tribunal Popular Intermedi de Hohhot el va condemnar per espionatge i separatisme, per la qual cosa va rebre una condemna mixta de 15 anys de presó amb 4 anys més de privació de drets polítics. El Tribunal Popular Suprem de Mongòlia Interior va rebutjar el recurs de Hada. Per la seva banda, Tegexi va ser condemnat a 10 anys de presó i 3 anys de privació de drets polítics per separatisme, però va ser alliberat el desembre de 2002 per bon comportament.
Després de la detenció de Hada, almenys deu intel·lectuals mongols més van ser arrestats. Xinna, muller de Hada, va deixar una nota a la porta de la seva llibreria sobre la detenció del seu marit i la repressió contra els activistes. Posteriorment, es va generar una protesta estudiantil que les autoritats xineses van reprimir immediatament amb la detenció inclosa de 12 dels manifestants. Xinna va ser detinguda i investigada per «incitar els estudiants a causar molèsties». Tot i que no va ser acusada, Xinna va ser alliberada 4 mesos després, el 12 d'abril de 1996. L'Oficina de Seguretat Pública va fer tancar la llibreria a Hohhot, tot i que la família no tenia cap altra font d'ingressos.
El juny de 1998, Xinna va escriure una carta oberta a Bill Clinton, que visitava la Xina com a president dels EUA. Va descriure l'estat del seu marit en què es declarava que els seus problemes de salut «no eren presos seriosament per les autoritats penitenciàries». Xinna va demanar a les autoritats que traslladessin Hada a la presó de Hohhot per a obtenir una millor atenció i tractament mèdic. Les autoritats xineses mai van accedir a aquestes peticions.
L'any 2002, Uiles (o Ulies), fill de Hada i Xinna, va ser acusat i condemnat a 2 anys de presó per «estar involucrat en un robatori». L'any 2004, l'organització no governamental Human Rights in China va informar que Hada havia estat sotmès a tortures. L'agost de 2007, se li va permetre a Uiles visitar el seu pare a la presó de Chifeng. En un informe va descriure el terrible estat de la detenció i els problemes de salut del seu pare. Va estar empresonat durant 15 anys a la presó de Chifeng, fins que en va sortir el 10 de desembre de 2010, tot i que encara va estar retingut un temps, sense explicació, en un centre de detenció de Mongòlia Interior. El desembre de 2014 va ser finalment alliberat.